# 疣粒团扇蟹
疣粒团扇蟹（学名：Ozius tuberculosus）为扇蟹科团扇蟹属的动物。分布于日本、新喀里多尼亚、丹老群岛、尼科巴、毛里求斯以及中国大陆的海南岛等地，生活环境为海水，一般生活于低潮线以下的珊瑚礁或岩石岸的缝隙中。